# Franciszek Gagelin
Św. François-Isidore Gagelin (ur. 10 maja 1799 w Montperreux we Francji, zm. 17 października 1833 w Huế w Wietnamie) – ksiądz, misjonarz, męczennik, święty Kościoła katolickiego.
Już jako dziecko pragnął zostać księdzem. Uczył się w wyższym seminarium w Besançon. Wstąpił do Stowarzyszenia Misji Zagranicznych (Missions Etrangères de Paris) w 1817 lub 1819 r. Wyjechał na misje do Wietnamu w 1822. Święcenia kapłańskie przyjął w Quảng Trị w Wietnamie. W 1827 r. został razem z innymi misjonarzami wezwany do stolicy Huế pod pretekstem, że są potrzebni królowi jako tłumacze. W rzeczywistości chodziło o zastopowanie ich pracy ewangelizacyjnej. Franciszek Gagelin udał się do stolicy dopiero otrzymawszy polecenie po raz trzeci. Spotkał tam dwóch innych misjonarzy. Po pewnym czasie pozwolono im opuścić stolicę. 6 stycznia 1833 r. wydano królewski edykt o prześladowaniach chrześcijan. Mimo to Franciszek Gagelin nie zaprzestał pracy misyjnej. Ponieważ wiedział, że aresztowano wielu chrześcijan gdyż chciano odszukać właśnie jego, poprosił biskupa o zgodę na ujawnienie się w celu zapobieżenia dalszym prześladowaniom. Po otrzymaniu pozwolenia, oddał się w ręce władz w maju 1833 r. Został przetransportowany do stolicy. Stracono go przez uduszenie w Huế 17 października 1833 r.
Dzień wspomnienia: 24 listopada w grupie 117 męczenników wietnamskich.
Beatyfikowany 27 maja 1900 r. przez Leona XIII. Kanonizowany przez Jana Pawła II 19 czerwca 1988 r. w grupie 117 męczenników wietnamskich.